# Адорно, Барнаба
Барнаба Адорно (итал. Barnaba Adorno; Генуя, 1385 — Генуя, 1459) — дож Генуэзской республики.

## Биография
Сын Раффаэле Храброго, родился в Генуе около 1385 года. Он был родственником дожей Антониотто Адорно (1340—1398) и Джоржо Адорно. В молодости занимался торговлей в восточных колониях Генуи, а также участвовал в военных действиях против господства Висконти на территории республики.
В генуэзской истории впервые упомянут в связи с событиями 1428-1429 годов, когда, собрав солдат, Барнаба попытался поднять население Вольтри и долины Польчевера против власти Висконти. Восстание, однако, было подавлено миланскими войсками под командованием будущего дожа Иснардо Гуарко, что вынудило Адорно искать убежища в землях маркиза Монферрата. Неудачным было и аналогичное предприятие 1435 года, когда силы Адорно, несмотря на сильную поддержку маркиза Джан Джакомо Монферрата и Венецианской республики, были разбиты при Сестри-Поненте (6 октября) солдатами синьора Перуджи Николо Пиччинино, а он пленен и привезен в Милан. 
Выпущенный из плена в 1436 году Барнаба вернулся к руководству коммерческими перевозками на Востоке, а в 1438 году стал мэром Хиоса.
В начале 1440-х годов Барнаба вернулся в Геную со своим двоюродным братом Раффаэле Адорно и участвовал в первых столкновениях со сторонниками дожа Томмазо ди Кампофрегозо. В декабре 1442 года Томмазо был вынужден отречься, и Раффаэле Адорно был избран на должность дожа 28 января 1443 года, а Барнаба получил пост генерал-капитана Ривьера-ди-Поненте.
4 января 1447 года престарелый Раффаэле, под гнетом внутренних неурядиц республики, передал свои полномочия Барнабе, и тот был избран новым дожем, тридцатым в истории. Однако семья Кампофрегозо, исторические противники Адорно, во главе с Джованни ди Кампофрегозо (1405—1448), собрала сторонников и организовала осаду Дворца дожей. В итоге менее чем через месяц после вступления в должность Барнаба Адорно был вынужден отказаться от поста и бежал из Генуи 30 января. Он вернулся к торговле в восточных колониях, принимал участие в борьбе с арагонскими набегами на берега Лигурии и предпринял неудачную попытку осадить город Овада в 1449 году. Почти десять лет спустя, около 1457 года Барнаба, пользуясь упадком власти дожей в Генуе, даже захватил два города - Таджа и Сан-Ремо, но был вынужден уступить их французам, которые через год установили контроль над Генуей.
Предположительно Барнаба умер в Генуе в 1459 году.
От его брака с Бригидой Джустиниани родились семеро детей: Просперо (дож в 1461 году), Карло (муж Иларии дель Карретто), Бригида и еще четыре дочери, выданных за членов семей Спинола и Фиески.